# UFC Fight Night: Volkan vs. Smith
UFC Fight Night: Volkan vs. Smith（ユーエフシー・ファイトナイト：ヴォルカン・バーサス・スミス、別名UFC Fight Night 138）は、アメリカ合衆国の総合格闘技団体「UFC」の大会の一つ。2018年10月27日、カナダ・ニューブランズウィック州モンクトンのアベニール・センターで開催された。

## 大会概要
本大会ではヴォルカン・オーズデミアとアンソニー・スミスによるライトヘビー級戦が組まれた。

## 試合結果

### アーリープレリム
第1試合 ライト級 5分3R
○  スティービー・レイ vs.  ジェシン・アヤリ ×
3R終了 判定3-0（29-28、29-28、30-27）
第2試合 ヘビー級 5分3R
○  アルジャン・ブラー vs.  マルセロ・ゴルム ×
3R終了 判定3-0（29-28、29-28、29-27）
第3試合 ライト級 5分3R
○  ドン・マッジ vs.  ティー・エドワーズ ×
2R 0:14 KO（右ハイキック）

### プレリミナリーカード
第4試合 女子バンタム級 5分3R
○  タリタ・ベルナルド vs.  サラ・モラス ×
3R終了 判定3-0（30-27、29-28、29-28）
第5試合 フェザー級 5分3R
○  カルヴィン・ケイター vs.  クリス・フィッシュゴールド ×
1R 4:11 TKO（右ストレート→パウンド）
第6試合 ライト級 5分3R
○  ナスラット・ハクパラスト vs.  ティボー・グティ ×
3R終了 判定3-0（29-27、29-28、30-26）
第7試合 ウェルター級 5分3R
○  ショーン・ストリックランド vs.  ノーディン・タレブ ×
2R 3:10 TKO（パウンド）

### メインカード
第8試合 ウェルター級 5分3R
○  コート・マッギー vs.  アレックス・ガルシア ×
3R終了 判定3-0（29-28、29-28、30-28）
第9試合 ライトヘビー級 5分3R
○  ジアン・ヴィランテ vs.  エド・ハーマン ×
3R終了 判定2-1（29-28、28-29、29-28）
第10試合 バンタム級 5分3R
○  アンドレ・スーカムタス vs.  ジョナサン・マルチネス ×
3R終了 判定3-0（30-26、29-28、29-28）
第11試合 ライトヘビー級 5分3R
○  ミシャ・サークノフ vs.  パトリック・カミンズ ×
1R 2:40 肩固め
第12試合 66.7kg契約 5分3R
○  マイケル・ジョンソン vs.  アルテム・ロボフ ×
3R終了 判定3-0（29-28、29-28、30-27）
※ジョンソンの体重超過によりフェザー級から変更。
第13試合 ライトヘビー級 5分5R
○  アンソニー・スミス vs.  ヴォルカン・オーズデミア ×
3R 4:26 リアネイキドチョーク

### 各賞
ファイト・オブ・ザ・ナイト： ナスラット・ハクパラスト vs. ティボー・グティ
パフォーマンス・オブ・ザ・ナイト： アンソニー・スミス、ドン・マッジ
各選手にはボーナスとして5万ドルが授与された。

### カード変更
負傷などによるカードの変更は以下の通り。